# Caballo semental

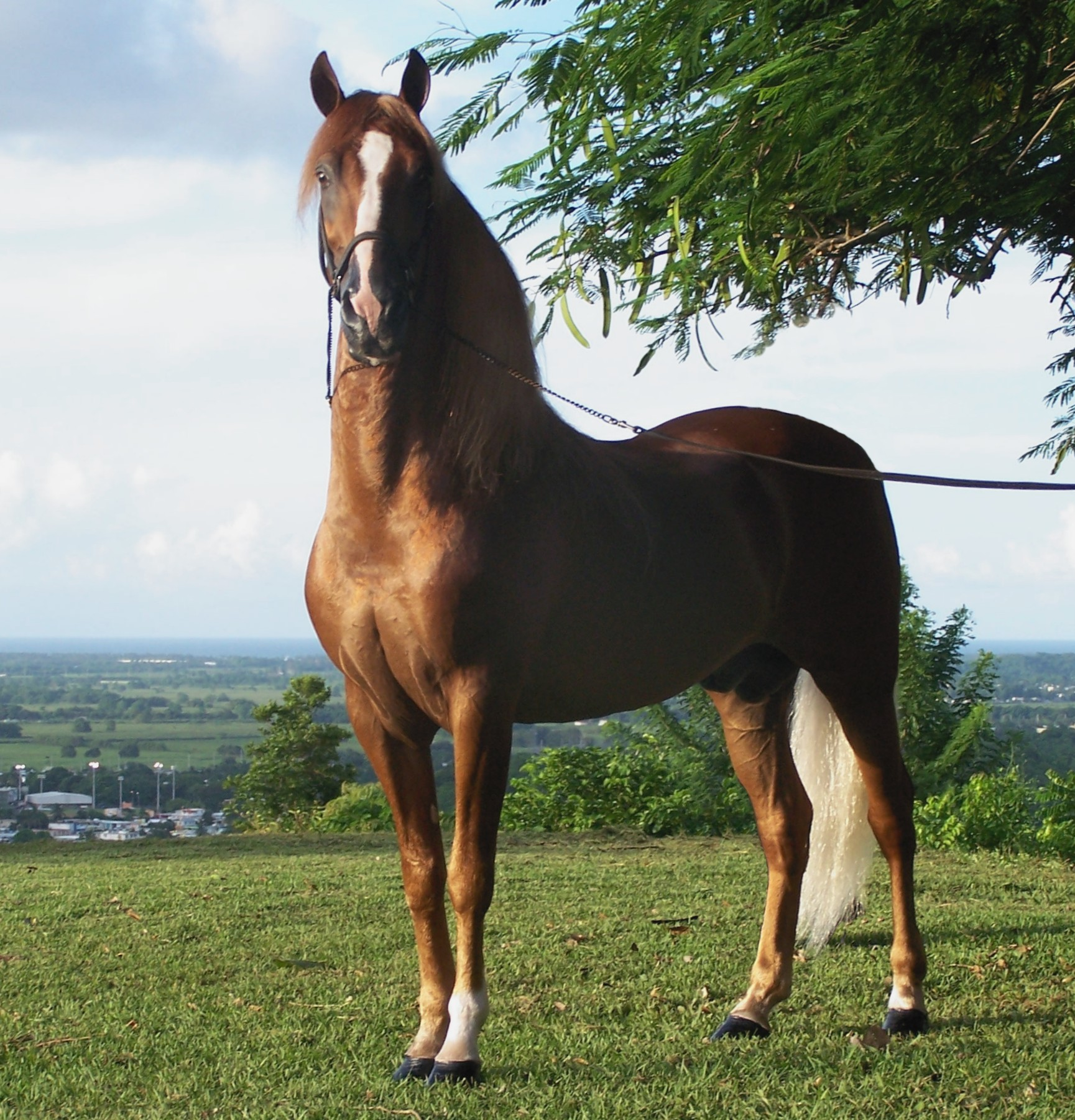
Un caballo semental

Los caballos sementales tienen la misma conformación y fenotipo de su raza, pero dentro de esa norma, la presencia de gran acumulación de hormonas distinguidamente de otros animales de la misma raza de caballos, como la testosterona puede dar a los caballos elementales un cuello más grueso, así como un físico algo más musculado en comparación con los caballos hembra, conocidos como yeguas, y los machos castrados, llamados caballos capón.
El temperamento es muy variable con base en la genética y el adiestramiento, pero debido a sus instintos como animales de manada, pueden ser propensos a un comportamiento agresivo, particularmente hacia otros sementales, y por lo tanto requieren manejo cuidadoso por los manipuladores expertos. Sin embargo, con la formación y la gestión adecuada, los sementales son atletas equinos eficaces en los niveles más altos de muchas disciplinas, incluyendo la competencia en carreras de caballos y deportes ecuestres.
Otra denominación para el caballo semental es padrón o padrillo.

## Comportamiento en manada
Contrario a los mitos populares, muchos sementales no viven con un harén de yeguas. Tampoco, en escenarios naturales, se pelean entre sí hasta la muerte en la competencia por las yeguas. Al ser animales sociales, los sementales que no son capaces de encontrar o ganar un harén de yeguas generalmente se unen en grupos de caballos "solteros" que se componen de sementales de todas las edades. Incluso con un grupo de yeguas, el semental no es el líder de una manada, pero defiende y protege el rebaño de depredadores y otros sementales. El papel de liderazgo en un rebaño está en manos de una yegua, conocida coloquialmente como la "yegua madrina" o "yegua jefe". La yegua determina el movimiento de la manada, ya que viaja a obtener alimentos, agua y refugio. También determina la ruta que el rebaño toma al huir del peligro. Cuando la manada está en movimiento, el semental dominante arrea los miembros rezagados más cerca del grupo y actúa como "retaguardia" entre la manada y una fuente potencial de peligro. Cuando la manada se encuentra en reposo, todos los miembros comparten la responsabilidad de vigilar el peligro. El semental se coloca generalmente en el borde del grupo, para defender la manada si es necesario.

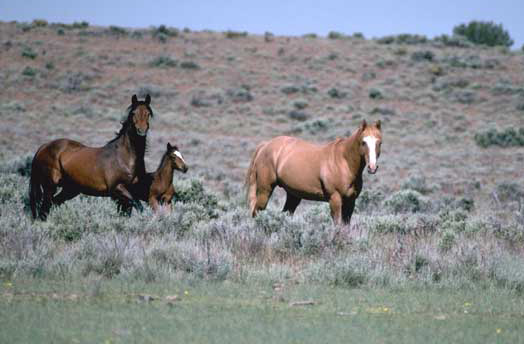
Un semental mustang (derecha) con parte de su grupo de yeguas y potros.

Normalmente hay un semental maduro dominante para cada manada de ambos sexos de caballos. El semental dominante en la manada tolera ambos sexos de los caballos mientras sean jóvenes, pero una vez que alcanzan la madurez sexual, a menudo como yearlings o potros mayores de dos años, el semental expulsa tanto a potros como a potrancas de la manada. Los potros pueden suponer rivalidad para el semental, pero los estudios sugieren que la partida de los caballos jóvenes de ambos sexos también puede ser un comportamiento instintivo que reduce al mínimo el riesgo de endogamia dentro de la manada, ya que la mayoría de los jóvenes son la descendencia del semental dominante en el grupo. En algunos casos, un solo macho adulto joven puede ser tolerado en la periferia de la manada. Una teoría es que este joven varón se considera un sucesor potencial, hasta el momento en que el semental más joven finalmente expulsa a la mayor semental del rebaño.
Las potrancas generalmente se unen pronto a una banda diferente con un semental dominante distinto al que los engendró. Potros o sementales jóvenes sin yeguas propias suelen formar pequeñas "bandas de solteros" en el medio silvestre. Vivir en grupo da a estos sementales los beneficios sociales y de protección de una manada. Estas manadas también puede contener sementales de más edad que han perdido su ganado en un desafío.
Otros sementales pueden desafiar directamente a un semental dominante, o puede simplemente tratar de "robar" yeguas y formar una nueva manada pequeña. En cualquier caso, si los dos sementales se reúnen, rara vez es una verdadera lucha, más a menudo habrá un comportamiento desafiante y el caballo débil retrocederá. Incluso si se produce una lucha por el dominio, rara vez los oponentes se hacen daño entre sí debido a que el combatiente más débil tiene la oportunidad de huir. Sin embargo, las peleas entre los sementales en cautiverio pueden resultar en lesiones graves; ya que las vallas y otras formas de confinamiento hacen que sea más difícil para el animal perdedor escapar de manera segura. 
En la naturaleza, los sementales salvajes han sido conocidos por robar o aparearse con yeguas domesticadas.

## Anatomía reproductiva

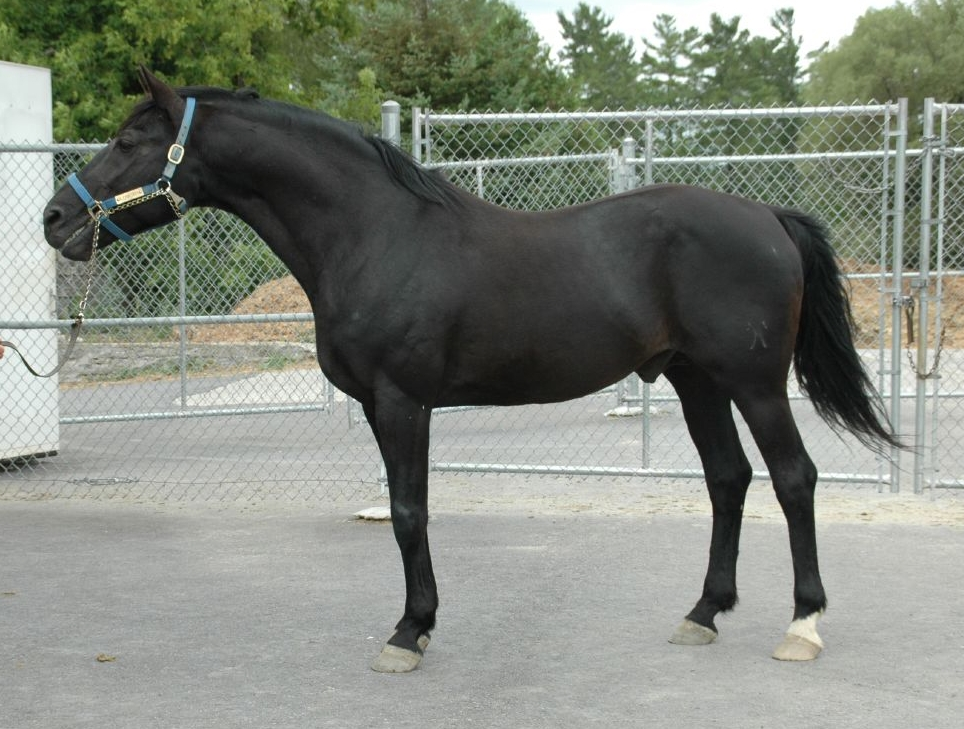
Características secundarias de un semental incluyen musculatura más pesada de una raza determinada, a lo que aparece en las yeguas o caballos castrados, a menudo con un considerable desarrollo a lo largo de la cresta del cuello

El sistema reproductor del semental es responsable del comportamiento sexual y las características sexuales secundarias (como una gran cresta) del semental.
Los genitales externos comprenden:
- los testículos, que están suspendidos horizontalmente dentro del escroto. Los testículos de un semental promedio son ovoides y de 8 cm (3,1 plg) a 12 cm (4,7 plg) de largo;
- el pene, con el prepucio.[4] Los sementales tienen un pene vascular. Cuando no se encuentra erecto, es flácido y contiene dentro el prepucio. El músculo retractor del pene en los caballos se encuentra relativamente subdesarrollado. La erección se realizan gradualmente, por el aumento de tumescencia del tejido vascular eréctil en el cuerpo cavernoso del pene.[5]